# Grant Holloway
Grant Holloway (ur. 19 listopada 1997 w Chesapeake) – amerykański lekkoatleta specjalizujący się w sprinterskich biegach przez płotki.
W 2019 został mistrzem świata na dystansie 110 metrów przez płotki podczas światowego czempionatu w Dosze. W 2021 wywalczył srebrny medal igrzysk olimpijskich w Tokio.
W 2022 zdobył złoto w biegu na 60 metrów przez płotki podczas halowych mistrzostw świata. W tym samym roku obronił tytuł mistrza świata na otwartym stadionie, powtarzając ten wyczyn w 2023 w Budapeszcie. W 2024 w Glasgow obronił tytuł halowego mistrza świata.
Złoty medalista mistrzostw USA. Wielokrotnie stawał na najwyższym stopniu podium mistrzostw NCAA.

## Osiągnięcia
| Rok  | Impreza                   | Miejsce   | Konkurencja                     | Lokata     | Wynik |
| ---- | ------------------------- | --------- | ------------------------------- | ---------- | ----- |
| 2019 | Mistrzostwa świata        | Doha      | bieg na 110 metrów przez płotki | 1. miejsce | 13,10 |
| 2021 | Igrzyska olimpijskie      | Tokio     | bieg na 110 metrów przez płotki | 2. miejsce | 13,09 |
| 2022 | Halowe mistrzostwa świata | Belgrad   | bieg na 60 metrów przez płotki  | 1. miejsce | 7,39  |
| 2022 | Mistrzostwa świata        | Eugene    | bieg na 110 metrów przez płotki | 1. miejsce | 13,03 |
| 2023 | Mistrzostwa świata        | Budapeszt | bieg na 110 metrów przez płotki | 1. miejsce | 12,96 |
| 2024 | Halowe mistrzostwa świata | Glasgow   | bieg na 60 metrów przez płotki  | 1. miejsce | 7,29  |
| 2024 | Igrzyska olimpijskie      | Paryż     | bieg na 110 metrów przez płotki | 1. miejsce | 12,99 |
| 2025 | Halowe mistrzostwa świata | Nankin    | bieg na 60 metrów przez płotki  | 1. miejsce | 7,42  |

## Rekordy życiowe
- bieg na 60 metrów przez płotki (hala) – 7,27 (16 lutego 2024, Albuquerque) – halowy rekord świata
- bieg na 110 metrów przez płotki – 12,81 (26 czerwca 2021, Eugene) – 2. wynik w historii światowej lekkoatletyki